# Millet (Motorrad)

Millet von 1892

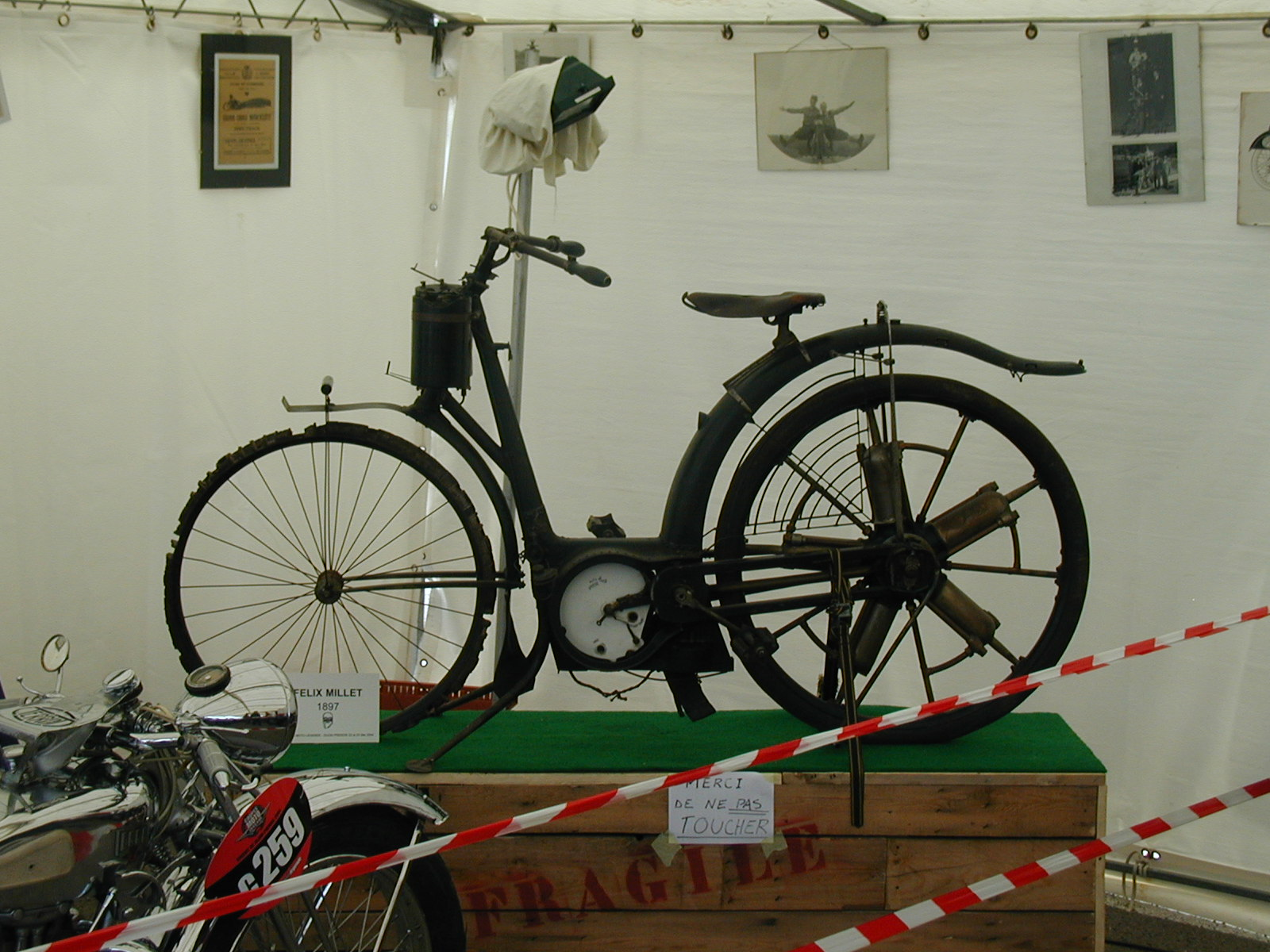
Unrestaurierte Millet (angegebenes Produktionsjahr fraglich)

Die Millet von 1892 war das erste Motorrad mit Umlaufmotor.

## Entwicklung und Technik
Der französische Erfinder Felix Theodore Millet hatte bereits 1889 ein Patent auf ein Motorrad mit Fünfzylinder–Sternmotor im Vorderrad erhalten. 1892 fand der erste Probelauf, jedoch mit dem Umlaufmotor im Hinterrad, statt. 1894 übernahm der Hersteller Alexandre Darracq die professionelle Fertigung des Motorrads. 1895 erfolgte mit dem Motorrad eine erfolglose Teilnahme am Rennen Paris–Bordeaux–Paris, danach stellte Darracq die Produktion ein.
Die fünf Zylinder waren radial im Hinterrad angebracht, die Pleuelstangen griffen direkt auf die festliegende Kurbel der hohlgebohrten Hinterachse an. Der hintere Kotflügel diente als Benzintank, der Mischbehälter des Oberflächenvergasers mit Luftfilter befand sich zwischen den Rädern. Gezündet wurde mit einer elektrischen Abrisszündung – eine Kombination aus Bunsenelement und Induktionsspule. Millet verwendete erstmals drehbare Lenkergriffe für die Bedienung. Gestartet wurde mit einer Tretkurbel, mit der auch nach Motorausfall das Motorrad bewegt werden konnte. Als Höchstleistung wurden 1,2 PS, als Dauerleistung 0,75 PS bei einer Drehzahl von 180 min−1 angegeben. Mit der Dauerleistung soll das Motorrad eine Geschwindigkeit von 35 km/h erreicht haben, bei „forcierter Fahrt“ soll es möglich gewesen sein, mit dem Motorrad eine Strecke von 1.000 m in 65 Sekunden zu durchfahren.